# Get Christie Love!
Get Christie Love! (Christie Love o Busquen a Christie Love) es una serie de televisión estadounidense emitida en la temporada 1974-1975.

## Argumento
Inspirada en una novela de la autora Dorothy Uhnak, tuvo su origen en una película directamente rodada para televisión con el mismo título y emitida el 22 de enero de 1974. Narra las peripecias de una mujer afrodescendiente al servicio del departamento de policía de Nueva York.

## Reparto
- Teresa Graves: Christie Love
- Charles Cioffi: Matt Reardon
- Jack Kelly: Teniente Ryan

## Premios
La actriz protagonista recibió el Premio TP de Oro en su edición de 1976 como mejor actriz extranjera.